# Mesonauta
Mesonauta é um gênero de peixes sul-americanos de água doce.

## Espécies
There are currently six recognized species in this genus:
- Mesonauta acora (Castelnau, 1855)
- Mesonauta egregius S. O. Kullander & Silfvergrip, 1991
- Mesonauta festivus (Heckel, 1840) (acará-bauari)
- Mesonauta guyanae I. Schindler, 1998
- Mesonauta insignis (Heckel, 1840) (acará-bauari)
- Mesonauta mirificus S. O. Kullander & Silfvergrip, 1991